# Lanio aurantius
Lanio aurantius là một loài chim trong họ Thraupidae.